# Joseph-Charles-Maurice Mathieu de La Redorte
Le comte Joseph-Charles-Maurice Mathieu de La Redorte est un homme politique français né à Paris le 18 mars 1804, mort dans la même ville le 21 janvier 1886. 

## Biographie
Issu d'une famille protestante du Rouergue, fils du général-comte David-Maurice-Joseph Mathieu de La Redorte (1768-1833), pair de France, et de la comtesse, née Clary, belle-sœur de Joseph Bonaparte, Joseph Charles Maurice Mathieu de La Redorte fut admis à l’École polytechnique en 1820 et en sortit dans l'artillerie. Il participa à l'expédition de Morée en 1828, à l'issue de laquelle il fut fait chevalier de la Légion d'honneur. 
Il est nommé officier d’ordonnance du duc d’Orléans en 1833, avec le grade de capitaine. En 1835, alors capitaine d'artillerie, conseiller général de l'Aude et député de la 2e circonscription de l'Aude, il se démit de son grade militaire pour se consacrer entièrement à la vie politique. Il avait en effet été élu député de la circonscription de la périphérie de Carcassonne le 21 juin 1834. Il a été réélu plusieurs fois consécutivement dans cette circonscription où il possédait le château de La Redorte, d'abord le 4 novembre 1837 , puis le 2 mars 1839. À la Chambre des députés, il vota habituellement avec l'opposition libérale et le groupe de Thiers. Il combattit la loi d'apanage et fit partie de la coalition formée pour renverser le ministère Molé.
Nommé ambassadeur à Madrid sous le ministère Thiers du 1er mars 1840, il dut se représenter devant ses électeurs qui renouvelèrent son mandat le 18 juillet de la même année. Louis-Philippe le nomma pair de France le 20 juillet 1841. 
Après la Révolution de 1848, il ne se présenta pas à l'Assemblée constituante, mais fut élu représentant de l’Aude à l'Assemblée législative le 13 mai 1849. Il vota presque constamment avec la droite, sans montrer d'hostilité vis-à-vis de la politique de l'Élysée. 
Rejeté à la vie privée par le coup d'État du 2 décembre 1851, il réapparut sur la scène politique après la guerre de 1870 : élu député de l’Aude à l’Assemblée nationale le 8 février 1871, il prit place au centre droit, vota pour la paix, pour l'abrogation des lois d'exil, pour la démission de son ancien ami, Thiers, pour le septennat, pour le ministère Broglie, pour la pétition des évêques, contre le service militaire de trois ans, contre l'amendement Wallon, contre les lois constitutionnelles de 1875. 
Il est inhumé au cimetière du Père-Lachaise (62e division).
Son fils Louis-Ernest Mathieu de La Redorte, né à Paris le 25 octobre 1840, fut un opposant à Louis Napoléon ; il s’exila de France, à l’instar de Victor Hugo, et s’installa définitivement à Montréal au Canada.

## Armoiries
| Image | Blasonnement |
| ----- | --- |
|       | Armes de comte Mathieu de La Redorte, baron-pair héréditaire Burelé d'argent et de sinople; au chef de gueules, chargé de 3 étoiles d'or,. - Couronne de comte sur l'écu, et couronne de baron sur le manteau. |